# 다크 트라이어드

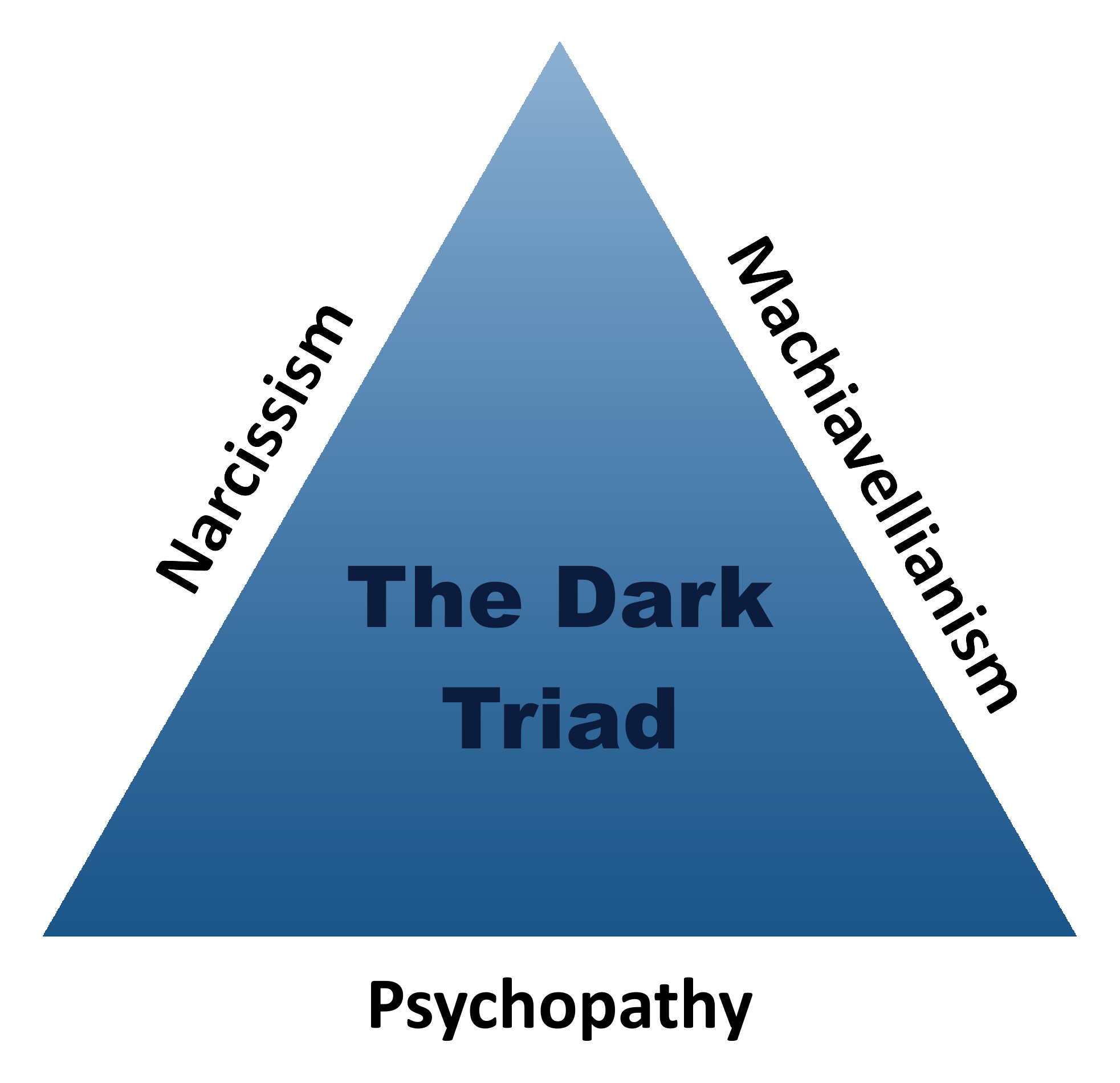

다크 트라이어드(Dark Triad)는 3개의 성격 특성의 한 묶음이다. 자기애, 마키아벨리즘, 사이코파시로 구성된다.
이 3개의 퍼스낼러티 특성은 각각 독자적인 성질을 갖추고 있지만, 중복하고 있는 부분이 많이 있어, 각각의 상관도 높기 때문에, 3정리해 하나의 개념이 되고 있다.

## 다크 테트라드
다크 테트라드는 나르시시즘, 마캐베리즘, 사이코파시라는 다크 트라이어드의 3개의 특성에 가세하고, 가학증의 인격 특성을 더한 것.

## 같이 보기
- 악
- 악성 자기애